# Tintorell
El Tintorell (Daphne mezereum) és una planta silvestre, o conreada en jardineria, de la família de les timeleàcies (Thymelaeaceae).
És un arbust caducifoli de fins a 1,5 m d'alt, amb les branques rectes i totes les fulles a la part superior. Les fulles són d'uns 3 a 8 cm, blanes, lanceolades i d'1 a 2,5 cm d'ample.
La floració té lloc entre els mesos de febrer i maig. Les flors són rosades i molt oloroses, amb la corol·la tubular oberta a la part superior en 4 lòbuls.
El fruit és una baia vermella tòxica pels humans però no pels ocells que la dispersen.

La podem trobar a la majoria d'Europa i oest d'Àsia, en boscos caducifolis i a bardisses humides, i habitualment en sòls calcaris.